# Pentax MZ-6
Pentax «MZ-6» (Pentax «ZX-L») — малоформатный однообъективный зеркальный фотоаппарат с автофокусом, выпускавшийся с 2001 до 2006 года в чёрно-серебристом исполнении. В США фотоаппарат известен под названием «ZX-L».

## Основные характеристики
- Режимы: M(ручной), Av(приоритета диафрагмы), Tv (приоритет выдержки), P(режим программной линии), Auto-program, Paction, Pclose-up, Plandscape, Pnight-scene и Pportrait.
- Встроенный TTL-экспонометр.
- Экспокоррекция ±3 EV с шагом — 1/2 EV.
- Блокировка экспозиции.
- Автоспуск — 12 сек.
- Электронный затвор из металлических ламелей с вертикальным ходом 30 — 1/4000 сек, В.
- Питание 6 Вольт: 2 элемента CR2. Дополнительно может быть использован батарейный блок «Fg» с 4 элементами AA.
- Моторная протяжка плёнки с возможностью серийной съемки до 2 к/сек.
- Обратная перемотка плёнки. Функция может срабатывать автоматически при окончании плёнки или вызываться вручную.
- Отображение выдержки и положения диафрагмы в видоискателе.
- ЖКИ-дисплей на верхней панели корпуса.
- Репетир диафрагмы.

## Совместимость
«MZ-6» может работать с любыми объективами Pentax. Необходимо учесть лишь несколько нюансов:
- существуют объективы рассчитанные для использования с APS-C-камерами. Такие объективы дадут сильнейшее виньетирование;
- с объективами оснащёнными креплением KAF3 и KF не будет работать автофокус. Подтверждение фокусировки работать будет.